# Drmno
Drmno (em cirílico:Дрмно) é uma vila da Sérvia localizada no município de Požarevac, pertencente ao distrito de Braničevo, na região de Braničevo.

## Demografia
| 1948  | 1953  | 1961  | 1971  | 1981  | 1991  | 2002  |
| ----- | ----- | ----- | ----- | ----- | ----- | ----- |
| 1 219 | 1 313 | 1 404 | 1 341 | 1 313 | 1 252 | 1 046 |